# Android Things

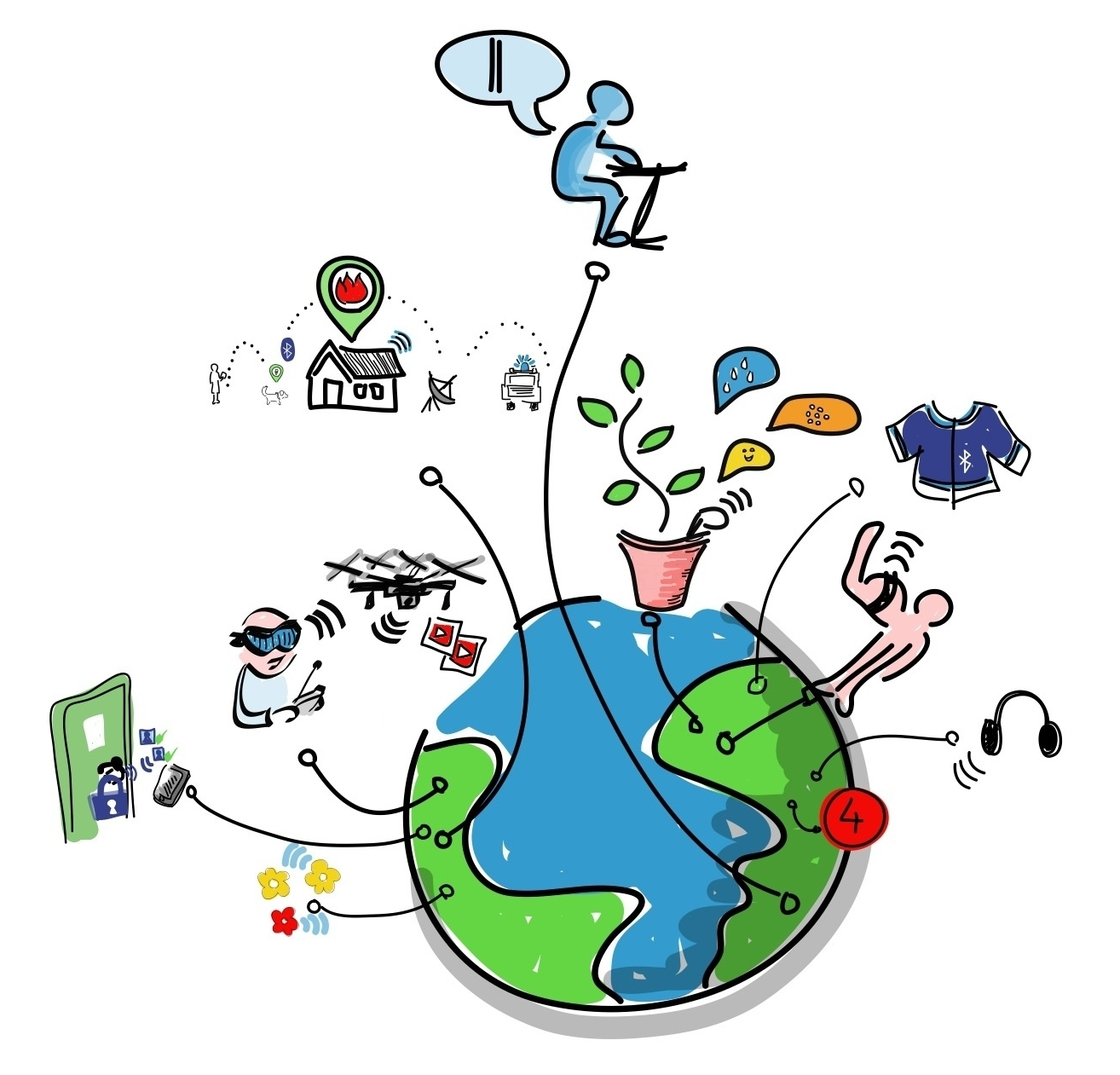
Android Things

Android Things (tên mã là Brillo, hay còn gọi là Project Brillo) là một nền tảng hệ điều hành nhúng dựa trên Android của Google, được công bố tại Google I/O 2015. Nó được nhắm tới việc sử dụng với các thiết bị Internet of Things (IoT) với năng lượng và bộ nhớ thấp, thường được dựng từ nhiều nền tảng MCU khác nhau. Nó sẽ hỗ trợ Bluetooth năng lượng thấp và Wi-Fi. Cùng với Brillo, Google cũng giới thiệu giao thức Weave, sẽ được sử dụng bởi những thiết bị này để liên lạc với các thiết bị khác và được mong sẽ được tích hợp bởi các hệ điều hành IoT khác.